# Brady Heslip
Brady Heslip, né le 19 juin 1990 à Oakville en Ontario, est un joueur canadien de basket-ball.

## Biographie
Disputant la NBA Summer League avec les Timberwolves du Minnesota, il n'est pas conservé au sein de l'effectif.

## Palmarès
- Championnat de Bosnie-Herzégovine :
  - Vainqueur : 2015
- Coupe de Bosnie-Herzégovine :
  - Vainqueur : 2015
- NBA D-League :
  - Vainqueur : 2017
- National Invitation Tournament :
  - Vainqueur : 2013